# Le Médecin volant
Le Médecin volant est une farce en seize scènes composée par Molière à une date incertaine, créée le 18 avril 1659 au Louvre et publiée pour la première fois en 1819 par l'érudit Emmanuel Louis Nicolas Viollet-le-Duc.
L'intrigue des seize scènes du Médecin volant est calquée sur un schéma traditionnel italien, le thème du « medico volante » que l'on retrouve dans plusieurs pièces de la commedia dell'arte et qui est ici associé à une structure héritée de la tradition de la farce française. Tous les rôles, sauf le valet Gros-René (créé par Du Parc), sont des personnages types identifiables dans la tradition du théâtre comique italien.

## La Pièce

### Liste des personnages
- Valère : amant de Lucile (Commedia dell'Arte: Innamorato)
- Sganarelle : valet de Valère (Commedia dell'Arte: Arlecchino)
- Lucile : fille de Gorgibus (Commedia dell'Arte: Innamorata)
- Sabine : cousine de Lucile (Commedia dell'Arte: Columbina)
- Gorgibus :  père de Lucile, vieillard (Commedia dell'Arte: Pantalone)
- Un avocat (Commedia dell'Arte: Il Dottore)
- Gros-René : valet de Gorgibus (rôle originel de valet créé par Du Parc)

À noter : Villebrequin n'est pas un personnage, car il ne paraît jamais sur scène. On parle simplement de lui.

## Résumé
Sabine la cousine de Lucile explique à Valère que son oncle Gorgibus est décidé à donner sa fille Lucile comme épouse à Villebrequin. La jeune femme, qui aime Valère, simule une maladie afin de retarder le mariage. Sabine propose à Valère de faire passer son valet Sganarelle pour un médecin, afin que celui-ci ordonne à Lucile de se reposer dans un pavillon éloigné, d'où Valère viendra l'enlever pour l'épouser en secret. (Scène 1) Valère fait part de ce plan à son valet, Sganarelle. (Scène 2).
Gorgibus demande à son valet Gros-René d'aller chercher un médecin pour sa fille. Celui-ci s'exécute, après avoir déconseillé à son maître de marier de force sa fille à un vieillard. (Scène 3) Entre alors Sabine, qui présente Sganarelle comme le meilleur médecin du monde. Sganarelle tient des discours incompréhensibles, et prétend déduire l'état de santé de Lucile de l'examen de ses urines. Il conseille ensuite à la jeune fille de se reposer à la campagne. (Scènes 4 et 5).
Alors que tous sont partis visiter le pavillon, entre en scène un avocat, qui vient s'enquérir de la santé de Lucile auprès de Gorgibus, qui lui présente Sganarelle. L'avocat fait assaut d'érudition pour impressionner Gorgibus et le faux médecin. (Scènes 6 à 8).
Valère s'inquiète du déroulement des événements. Sganarelle, qui a ôté son déguisement de médecin, le rassure. Puis, alors que Valère repart, Sganarelle rencontre malencontreusement Gorgibus. Pour ne pas donner de soupçons au vieillard, il se fait passer pour un certain Narcisse, frère jumeau du médecin, avec lequel il explique qu'il vient de se disputer. (Scènes 9 à 11).
Sganarelle, qui a retrouvé ses habits de médecin, rencontre à nouveau Gorgibus, qui lui demande de pardonner à Narcisse. Le faux médecin accepte. Croisant Valère un peu plus tard, alors qu'il a retrouvé ses habits de valet, il se vante de son stratagème, quand apparaît de nouveau Gorgibus, qui veut à tout prix être présent pour assister à la réconciliation des deux frères. Il enferme donc Sganarelle chez lui. (Scènes 12 à 14).
Sganarelle s'échappe par la fenêtre, s'habille en médecin, et se laisse mener par Gorgibus à la rencontre de son frère. Le vieillard assiste depuis la rue à la dispute puis à la réconciliation de Sganarelle avec lui-même, qui se présente à la fenêtre en interprétant successivement les rôles du médecin et de Narcisse. Finalement, Gros-René, qui a éventé la supercherie, prévient Gorgibus du tour que le valet est en train de lui jouer. Le vieillard est furieux, quand entrent en scène Valère et Lucile, qui implorent son pardon. Gorgibus accepte de bon cœur, et propose que tous aillent « Faire noces, et boire à la Santé de toute la compagnie. » (Scènes 15 et 16).

## Éléments d'analyse

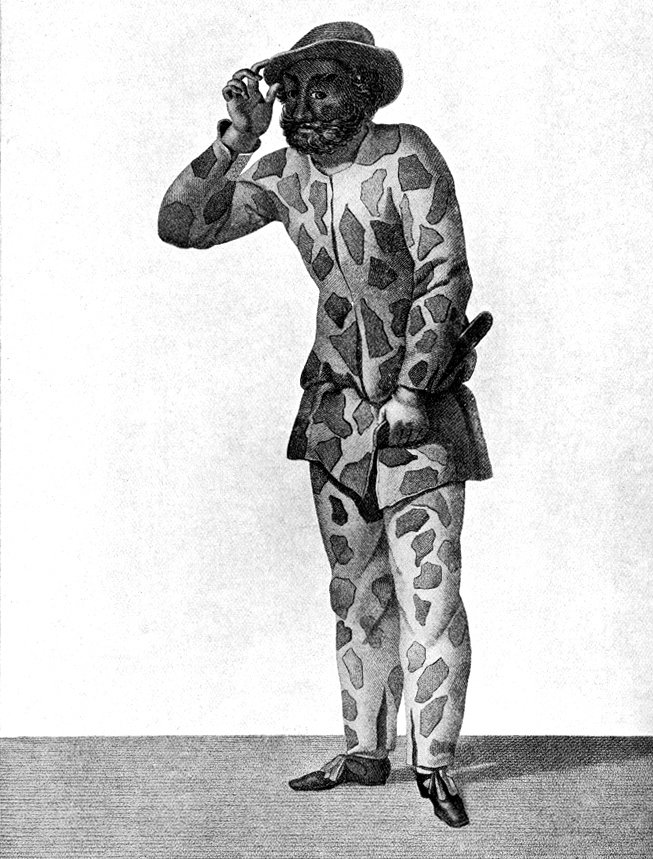
Trivelin, l'une des figures du valet rusé de la commedia dell'arte (d’après une vignette du XVIIe siècle.)

### Date de composition de la pièce
La date à laquelle Molière a écrit Le Médecin volant est incertaine, la pièce n'ayant jamais été publiée du vivant de Molière. Il s'agit vraisemblablement de l'une des farces dont le texte semble définitivement perdu (telles que La Jalousie du Gros-René, Gros-René, petit enfant, etc.) que Molière composa au début de sa carrière dramatique, mais l'on ne possède aucune certitude à ce sujet,. L'hypothèse d'une création en province, si elle est plausible, reste conjecturale. Dans le registre qu'il tenait des représentations de la troupe de Molière, le comédien La Grange mentionne toutefois qu'une pièce intitulée Le Médecin volant a été représentée à seize reprises entre 1659 et 1664. De même, certaines sources indiquent que la première représentation théâtrale du Médecin volant se serait déroulée le 18 avril 1659, au Louvre,.
Il est par ailleurs possible, même si l'on est ici en présence de l'une des premières pièces écrites par Molière, que le texte qui nous en est parvenu soit celui d'une version remaniée plus tardivement. C'est ce qui expliquerait notamment le choix étonnant de donner le nom de Sganarelle au héros du Médecin volant, alors que son caractère ressemble beaucoup à celui du zanni (le valet rusé) de la commedia dell'arte, qui dans les premières pièces de Molière apparaît généralement sous le nom de Mascarille. Dans cette hypothèse, il s'agirait d'une version de la pièce retravaillée pour les quatre représentations de 1664, à une époque où les personnages qu'incarnait Molière au théâtre (hormis dans les « grandes comédies ») portaient généralement le nom de Sganarelle.

### Origine du sujet du «médecin volant»

#### La tradition du «Medico volante»
Le thème du « medico volante » appartient au répertoire traditionnel de la comédie italienne du XVIIe siècle, comme l’atteste l'existence des manuscrits de deux scenarios anonymes de la commedia dell'arte connus sous ce titre, ainsi que du texte d'une comédie italienne, anonyme elle aussi, intitulée Truffaldino medico volante, comedia nova e ridicula,. Ces pièces mélangeaient les motifs du faux médecin, de la fausse malade, et de l'ubiquité d'un personnage contraint à jouer un double rôle à des intervalles de plus en plus rapprochés, jusqu'à l'inévitable et impossible présence simultanée des deux personnages qu'il incarne. Le titre donné aux pièces qui reprenaient ce schéma dramatique s'explique par le fait qu'avant de se voir contraint à se donner à lui-même la réplique, le faux médecin, qui devait passer rapidement du haut d'une maison dans la rue pour donner l'illusion qu'il était double, était attaché à un arceau relié à la poutre principale de la scène qui permettait de donner l'illusion qu'il s'envolait.
C'est de cette tradition italienne que Molière a vraisemblablement repris l'idée du Médecin volant, hypothèse confortée par le fait que la vogue du « medico volante » avait touché toute l'Europe, et que les comédiens italiens qui étaient installés à Paris (où ils partageaient la même salle du Petit-Bourbon que la troupe de Molière) avaient représenté à plusieurs reprises dans les années 1640 une pièce de ce type, sous la conduite de Scaramouche, dont on sait par ailleurs l'influence que ce comédien exerça sur les conceptions du jeu scénique de Molière.

#### Traitement du sujet par Molière
Molière, s'il reprit les principaux thèmes des pièces italiennes dans Le Médecin volant, les condensa et les simplifia, laissant notamment de côté une intrigue parallèle systématiquement présente dans ses modèles, celle qui mettait en scène les péripéties d'un second couple d'amoureux. On les retrouve toutefois à l'état de traces dans des péripéties dont la motivation semble problématique si l'on oublie le fond dont elles sont issues : ainsi, la raison pour laquelle Gros-René dévoile à Gorgibus le stratagème de Sganarelle se comprend par le fait que, dans les modèles italiens, la rivalité entre les deux valets traversait toute la pièce. De même, l'un des scenarios italiens conservés explique pourquoi Gorgibus enferme Sganarelle chez lui : dans cette pièce en effet, le faux médecin avait feint de poursuivre son frère pour échapper au père de la jeune fille. Le retrouvant un peu plus tard en habits de valet, et croyant donc qu'il s'agissait du frère en question, le vieillard l'enfermait chez lui et faisait appeler le médecin qui disait être à sa recherche.
Cette simplification de l'intrigue dans la pièce de Molière, qui se concentre sur le bon tour à répétition joué à Gorgibus, évoque ainsi à la structure de la farce médiévale française, de même qu'y renvoie la découverte finale de la supercherie de Sganarelle. Dans la mécanique farcesque en effet, les personnages qui montent une machination finissent souvent par être pris au piège de la machine qu'ils ont mis en branle, et elle finit par les emporter à leur tour.

### Le jeu des masques
Patrick Dandrey, dans une des études qu'il a consacrées au théâtre de Molière, propose de voir dans Le Médecin volant un jeu de masques successifs. Le premier masque, le « masque grotesque », concentre le comique sur la bouffonnerie du faux médecin, qui fait subir une déformation grotesque au discours réputé sérieux de la science médicale. Dans un second temps, qui se situe au milieu de la pièce, avec l'apparition de l'avocat, la satire du discours pédant se fait moins bouffonne, et les réactions de Sganarelle, plus mesurées, tendent vers un certain réalisme : il s'agirait là d'une esquisse de la comédie du « masque social et moral » que devait développer Molière dans ses comédies ultérieures. Enfin, « le masque dramatique », qui s'appliquerait à la dernière partie de la pièce, à partir du moment où Sganarelle s'invente un double, viserait moins à provoquer le rire par la dimension comique des actions que l'allégresse face au spectacle des prouesses du comédien, qui joue un double, voire un triple jeu (Sganarelle, le faux médecin, Narcisse.)
Ces masques successifs que prendrait la comédie se superposent évidemment aux masques pris par Sganarelle, dont le Médecin volant montre le cheminement, depuis le « lourdaud » évoqué par Valère à la première scène, jusqu'au roi des fourbes qu'il devient à la fin de la pièce. Cette évolution de Sganarelle se fait par le biais des identités multiples qu'il emprunte, autrement dit des masques dont il s'affuble : celui du médecin d'abord, derrière lequel s'efface le valet maladroit du début ; puis, une fois parvenu à l'émancipation par la pratique de l'art de la tromperie, le Sganarelle du début, poltron et niais, ressurgit à travers la figure de Narcisse, démontrant ainsi la maitrise acquise par Sganarelle, qui va jusqu'à reprendre son ancien visage pour s'en servir comme d'un nouveau masque.

## Postérité duMédecin volant

### Postérité immédiate
Une pièce de Boursault (adversaire de Molière, il avait été notamment caricaturé dans L'Impromptu de Versailles) intitulée également Le Médecin volant, fut publiée en 1665. Écrite en vers, elle présente de nombreux points communs thématiques avec la pièce du même titre de Molière, dont elle est vraisemblablement un plagiat. Dans sa préface, Boursault mentionne une autre pièce portant le même titre, interprétée par les comédiens du Théâtre du Marais (la sienne ayant été jouée par les comédiens de l'Hôtel de Bourgogne .)
Molière lui-même reprit certains éléments de sa pièce dans des œuvres ultérieures : ainsi, le thème de la gémellité de Sganarelle fut réutilisé dans la scène du Malade imaginaire où Toinette se travestit en médecin, tandis que les motifs de la fausse maladie et du faux médecin devaient refaire leur apparition dans L'Amour médecin (1665) et Le Médecin malgré lui (1666).

### La découverte du texte duMédecin volant
L'existence d'un manuscrit du Médecin volant est mentionnée dans plusieurs lettres de Jean-Baptiste Rousseau, qui indiquait en 1731 être en possession de deux pièces inédites de Molière (l'autre pièce étant La Jalousie du Barbouillé.) Ce document (ou un autre document similaire) fut retrouvé par l'érudit Emmanuel-Louis-Nicolas Viollet-le-Duc en 1819 et publié sous le titre de Deux pièces inédites de J.-B. P. Molière. Enfin, Eugène Despois, préparant une édition des Œuvres de Molière, retrouva à la bibliothèque Mazarine de Paris une version manuscrite de ces deux pièces dont on ne sait s'il s'agit du même exemplaire que celui dont s'était servi Viollet-le-Duc (de nombreuses divergences existent entre les deux versions), et qui constitue la base des éditions modernes du Médecin volant.
On ignore à peu près tout des circonstances dans lesquelles le texte de cette pièce a été conservé : le fait que certains passages ne soient pas rédigés (la première réplique de Gros-René à la scène 3, les salutations de Gorgibus à la scène 7, qui toutes deux se concluent par « etc. »), peut être l'indice de ce qu'il s'agissait à l'origine de notes prises pour les comédiens, à la façon des scenarios de la commedia dell'arte, à partir desquelles les comédiens improvisaient, notes qui n'étaient pas destinées à être conservées une fois les représentations achevées. Il pourrait s'agir également d'un texte noté au cours d'une représentation pour le compte d'une troupe de comédiens concurrente ou pour celui d'un libraire qui aurait finalement renoncé à publier la pièce.